# At-Talaq
At-Talaq (Il Divorzio) è la sessantacinquesima Sura del Corano, una sura medinese composta da 12 versetti. Questa sura fornisce dettagliate istruzioni sulle leggi del divorzio e sulla gestione delle questioni familiari, sottolineando l'importanza della giustizia, della misericordia e della protezione dei diritti di tutte le parti coinvolte.

## Contenuto

### Le Procedure del Divorzio
Versetti 1-2: La sura inizia con le istruzioni per il divorzio. Gli uomini sono esortati a divorziarsi dalle loro mogli in modo equo e rispettoso, rispettando il periodo di attesa (iddah), durante il quale la donna non può risposarsi. Il periodo di attesa è di tre cicli mestruali per le donne che hanno il ciclo, mentre per quelle che non ce l'hanno, come le donne anziane o le giovani che non l'hanno ancora avuto, il periodo è di tre mesi. Durante questo periodo, le donne non devono essere cacciate dalle loro case, né devono lasciarle, a meno che non commettano apertamente atti immorali.

### La Protezione dei Diritti
Versetti 3-4: Viene ribadita la necessità di rispettare i diritti delle donne durante e dopo il divorzio. Allah promette che chi Lo teme e rispetta le Sue leggi troverà una via d'uscita da ogni difficoltà e sarà provvisto di ciò di cui ha bisogno da fonti inaspettate. Le donne incinte devono essere mantenute fino al parto e, se allattano i figli, devono ricevere una compensazione adeguata.

### La Responsabilità dei Mariti
Versetti 5-7: Si sottolinea la responsabilità dei mariti di fornire per le loro mogli e figli durante il periodo di attesa e oltre, secondo i loro mezzi. Viene specificato che nessuno è caricato oltre le proprie capacità e che gli uomini devono fornire una manutenzione adeguata in base alle loro possibilità economiche.

### Gli Avvertimenti e le Promesse di Allah
Versetti 8-10: Viene ricordato ai credenti di temere Allah e di seguire le Sue leggi. Gli avvertimenti includono la storia dei popoli passati che non hanno obbedito ai messaggi di Allah e sono stati puniti. Viene anche affermato che chi obbedisce ad Allah e al Suo Messaggero sarà condotto ai giardini sotto i quali scorrono i fiumi, mentre chi disobbedisce subirà una punizione dolorosa.

### La Maestà di Allah
Versetti 11-12: La sura si conclude con un richiamo alla grandezza e alla conoscenza infinita di Allah. Viene sottolineato che Allah è Colui che ha creato sette cieli e altrettante terre, e che la Sua conoscenza abbraccia tutto ciò che esiste. Questo ricordo della maestà di Allah serve a incoraggiare i credenti a seguire le Sue leggi con riverenza e consapevolezza.

## Analisi
La Sura At-Talaq è fondamentale per comprendere le leggi islamiche riguardanti il divorzio e la gestione delle questioni familiari. Le istruzioni dettagliate fornite nella sura mirano a garantire la giustizia e la protezione dei diritti di tutte le parti coinvolte, specialmente delle donne. Questa sura sottolinea l'importanza della responsabilità, del rispetto e della giustizia nelle relazioni familiari.
Inoltre, la sura ricorda costantemente ai credenti la necessità di temere Allah e di obbedire alle Sue leggi, offrendo sia avvertimenti sulle conseguenze della disobbedienza che promesse di ricompensa per chi segue la guida divina. La conclusione della sura con un richiamo alla grandezza e alla conoscenza di Allah serve a rafforzare la fede e la consapevolezza dei credenti, incoraggiandoli a vivere una vita di obbedienza e rispetto per le leggi divine.
In sintesi, la Sura At-Talaq offre una guida completa e dettagliata sulle leggi del divorzio, enfatizzando la giustizia, la responsabilità e la fede nell'adempimento dei doveri familiari e sociali secondo i principi islamici.